# Harlekin Special
Harlekin Special är en serie kärleksromaner från Harleqins förlag som, till skillnad från förlagets andra serier på samma tema, utspelar sig i nutida miljö. Böckerna byter senare namn till Harlekin Romantik Special.
| Volym  | Titel                        | Författare        | Utgivningsår |
| ------ | ---------------------------- | ----------------- | ------------ |
| 1      | Höga berg - Djupa dalar      | Anne Mather       | ?            |
| 2      | Hjärtats röst                | Anne Mather       | ?            |
| 3      | Skenet bedrar                | Janet Dailey      | ?            |
| 4      | Diablos diamanter            | Sara Craven       | 1980         |
| 5      | Sällsamt Mellanspel          | Carole Mortimer   | ?            |
| 6      | Svartsjukans kval            | Charlotte Lamb    | ?            |
| 7      | Försoning i Aten             | Anne Mather       | 1980         |
| 8      | Förrädiska famntag           | Charlotte Lamb    | ?            |
| 9      | I Drakens klor               | ?                 | ?            |
| 10     | Vid skiljevägen              | ?                 | ?            |
| 11     | Hela natten är vår           | ?                 | ?            |
| 12     | Vem är du. Jonas?            | ?                 | ?            |
| 13     | Flammande temperament        | ?                 | ?            |
| 14     | Söker du, så finner du       | ?                 | ?            |
| 15     | Skakande skådespel           | ?                 | ?            |
| 16     | Äktenskapskontraktet         | ?                 | ?            |
| 17     | Att glömma är att förlåta    | Charlotte Lamb    | 1981         |
| 18     | Smekmånad i paradiset        | ?                 | ?            |
| 19     | Inte bara för stunden        | ?                 | ?            |
| 20     | En ovanlig affär             | ?                 | ?            |
| 21     | Som en stormvind             | ?                 | ?            |
| 22     | Eld och oskuld               | Abra Taylor       | 1981         |
| 23     | Kärlek och snöyra            | ?                 | ?            |
| 24     | Stjärnor över Rhodos         | ?                 | ?            |
| 25     | Kvinna i männens värld       | ?                 | ?            |
| 26     | Kärlekens ansikte            | ?                 | ?            |
| 27     | Ett hjärta av sten           | ?                 | ?            |
| 28     | Leva med dig                 | ?                 | ?            |
| 29     | I krig och kärlek...         | ?                 | ?            |
| 30     | Drömmen om dig               | ?                 | ?            |
| 31     | Sanningen om Jake            | ?                 | ?            |
| 32     | En plats i dit hjärta        | ?                 | ?            |
| 33     | Ökenshejken                  | ?                 | ?            |
| 34     | En grekisk saga              | ?                 | ?            |
| 35     | Högt spel om kärlek          | ?                 | ?            |
| 36     | Jag glömmer dig aldrig       | ?                 | ?            |
| 37     | Sol, Hav och segel           | Flora Kidd        | 1982         |
| 38     | Tropikromans                 | ?                 | ?            |
| 39     | Mellan himmel och hav        | ?                 | ?            |
| 40     | Ett enda misstag             | ?                 | ?            |
| 53     | Under Spaniens sol           | Margaret Rome     | 1983         |
| 55     | Avtal om kärlek              | Daphne Clair      | 1983         |
| 60     | Bara vänner...               | Carole Mortimer   | 1983         |
| 61     | En ros från min älskade      | Anne Hampson      | 1983         |
| 63     | Slumrande glöd               | Daphne Clair      | 1983         |
| 64     | Smekande vindar              | Penny Jordan      | 1983         |
| 70     | Från första stund            | Carole Mortimer   | 1983         |
| 80     | Stanna hos mig               | Sandra Field      | 184          |
| 95     | I hjärtats innersta          | Charlotte Lamb    | 1984         |
| 97     | Följ mig till Korfu          | Penny Jordan      | 1985         |
| 99     | Porten till himmelriket      | Robyn Donald      | 1985         |
| 101    | Börja om på nytt             | Lynsey Stevens    | 1985         |
| 104    | Du, min prinsessa            | Alison Fraser     | 1985         |
| 105    | Venedig-Italiens pärla       | Madeleine Ker     | 1985         |
| 106    | Engång kär, alltid kär       | Anne Mather       | ?            |
| 108    | På Costa del Sol             | Catherine George  | 1985         |
| 160    | Kärleksbiljett till Grekland | Patricia Wilson   | 1987         |
| 168    | En kyss och masken faller    | Annabel Murray    | 1987         |
| 184    | Schack matt i kärlek         | Candice Adams     | 1988         |
| 227    | Bortom allt förnuft          | Emma Richmond     | 1990         |
| 109313 | Ett ögonblicks magi          | Kate Denton       | 1993         |
| 109517 | Rött för fara                | Rosalie Henaghan  | 1995         |
| 109518 | Ett vågat försök             | Margaret Mayo     | 1995         |
| 109523 | Glömt och förlåtet           | Penny Jordan      | 1995         |
| 109524 | Ödets lekar                  | Catherine Spencer | 1995         |
| 109529 | En kvinna på miljonen        | Betty Neels       | 1995         |
| 109529 | Förförd av en prins          | Sandra Marton     | 1995         |
| 109923 | Att dånga en skönhet         | Helen Bianchin    | 1999         |
| 100170 | En julgåva                   | Margaret Mayo     | 2001         |